# Bahnhof Berlin-Albrechtshof
Der Bahnhof Berlin-Albrechtshof ist ein Regionalbahnhof im Ortsteil Staaken im Berliner Bezirk Spandau an der Berlin-Hamburger Bahn. Eisenbahnbetrieblich handelt es sich seit einem Umbau Mitte der 1990er Jahre um einen Haltepunkt.

## Geschichte
Die Station, ausgerüstet mit zwei Seitenbahnsteigen, wurde am 1. April 1943 während des Zweiten Weltkriegs eröffnet. Gedacht war sie für den S-Bahn-Betrieb, der von Spandau West über Falkensee nach Nauen verlängert werden sollte. In unmittelbarer Nähe befand sich das 1938 errichtete Reichsbahnausbesserungswerk der S-Bahn (ab 1942 DEMAG-Panzerwerk), das sämtliche Luftangriffe nahezu unbeschädigt überstanden hatte und nach Kriegsende demontiert wurde; die Werkshallen wurden anschließend durch die Rote Armee gesprengt. Da die Teilung Deutschlands den Fernverkehr in den Westteil der Stadt ausdünnte, war es möglich, 1950 den S-Bahn-Betrieb über das noch bestehende Ferngleis, das mit einer Stromschiene ausgerüstet wurde, bis nach Falkensee durchzuführen. Albrechtshof war die einzige Station zwischen Spandau West und dem Endbahnhof Falkensee.
Ähnlich wie der Bahnhof Staaken lag Albrechtshof von 1951 bis 1990 auf DDR-Gebiet. So kam es, dass noch kurze Zeit nach dem Mauerbau 1961 ein S-Bahn-Pendelbetrieb zwischen Albrechtshof und Falkensee stattfinden konnte. Da keinerlei Abstell- und Werkstattanlagen vorhanden waren, wurde der Pendelverkehr nach wenigen Tagen eingestellt, der Bahnhof Albrechtshof wurde Endpunkt der Sputnik-Züge, die Albrechtshof mit Nauen und dem Bahnhof Falkenhagen (Kr Nauen) am Berliner Außenring verbanden, wo Anschluss in Richtung Birkenwerder (und weiter nach Berlin) beziehungsweise nach Potsdam bestand. Einzelne Züge im Berufsverkehr verbanden Albrechtshof über den nördlichen Außenring direkt mit dem Bahnhof Berlin-Lichtenberg.
Nach dem Mauerbau blieb die Strecke über Albrechtshof zunächst für die Interzonenzüge aus Richtung Hamburg in Betrieb. Nachdem der Lokführer Harry Deterling mit seiner Familie und eingeweihten Freunden am 5. Dezember 1961 den von ihm geführten regulären Zug nach Albrechtshof zu einer aufsehenerregenden Flucht nach West-Berlin genutzt hatte, wurde die Strecke gesperrt und im Grenzbereich abgebaut (siehe auch: Spielfilm „Durchbruch Lok 234“).
Erst nach der deutschen Wiedervereinigung 1990 kam das Gebiet um den Bahnhof Albrechtshof wieder in Berliner Verwaltungshoheit.
Bereits 1990 gab es die ersten Züge aus Nauen nach Berlin (allerdings nicht über Albrechtshof), die zuerst in Charlottenburg, dann Jungfernheide, später Westkreuz endeten. Die Strecke zwischen Falkensee und Albrechtshof wurde 1993 vorübergehend gesperrt und zwischen Falkensee und Spandau komplett saniert. Der alte, ebenerdige Bahnhof Albrechtshof wurde dabei abgetragen und etwa 80 Meter entfernt in Dammlage als Haltepunkt neu aufgebaut. Am 28. Mai 1995 wurde er ebenso dem Verkehr wieder übergeben wie die gesamte Strecke Berlin–Hamburg. Im Zuge dieser Maßnahme musste die bisherige Straßenverbindung Seegefelder Weg–Jänickendorfer Weg unterbrochen werden, die Verkehrsführung wurde um ca. 100 Meter westwärts verlegt und erfolgt seitdem durch die Unterführung Straße 339–Zeestower Weg.
Um einen barrierefreien Zugang zu den Bahnsteigen zu ermöglichen, war im Jahr 2013 die Errichtung von Aufzügen geplant. Die Baumaßnahmen wurden 2014 abgeschlossen.
Eine Wiederinbetriebnahme des S-Bahn-Verkehrs bis Falkensee ist in Diskussion. Albrechtshof soll dabei wieder statt des Regionalbahnhalts einen S-Bahnhof erhalten. Entscheidungen sind jedoch noch nicht gefallen.

## Verkehrsanbindung
Der Bahnhof wird von einer Regional-Express-Linie und zwei Regionalbahnlinien der DB Regio Nordost, sowie durch die Stadtbuslinie 237 (Isenburger Weg–S+U Rathaus Spandau) der BVG, bedient.
| Linie                    | Linienverlauf | Takt        |
| ------------------------ | --- | ----------- |
| RE 2                     | Nauen – Berlin-Albrechtshof – Berlin-Spandau – Berlin Zoologischer Garten – Berlin Hauptbahnhof – Königs Wusterhausen – Cottbus | 60 min      |
| RB 10 / RB 14            | Nauen – Berlin-Albrechtshof – Berlin-Spandau – Berlin-Jungfernheide – Berlin Hauptbahnhof (unten) – Berlin Südkreuz             | jew. 60 min |
| Stand: 12. Dezember 2021 | |             |